# Indigirka
Indigirka (rusky Индигирка, jakutsky Индигир) je významná řeka v severovýchodní části Sibiře v Jakutské republice v Rusku. Je dlouhá 1726 km.
Povodí řeky má rozlohu 360 000 km² a zasahuje také na území Magadanské oblasti.

## Průběh toku
Vzniká soutokem zdrojnic Kastach a Taryn-Jurjach na severních svazích Chalkanského hřbetu. Podle stavby říčního údolí, koryta a rychlosti toku se její tok dělí na horní (640 km) a dolní (1086 km). Od soutoku zdrojnic teče nejprve na severozápad nejnižší částí Ojmjakonské plošiny, poté se stáčí na sever, přičemž protíná několik horských výběžků Čerského hřbetu. Šířka doliny v této části toku dosahuje od 0,5 až 1 km do 20 km, koryto je oblázkové s množstvím peřejí a rychlost toku dosahuje 2 až 3,5 m/s. Při protínání Čemalginského hřbetu protéká v hlubokém kaňonu rychlostí 4 m/s a navíc překonává říční prahy, takže tento úsek se nehodí ani pro plavení dřeva.
Dolní tok začíná nad ústím Momy, kde řeka vtéká do Momo-Selenňachské propadliny. Dolina se rozšiřuje, v korytě se začínají objevovat mělčiny a kosy a místy se rozděluje na oddělená ramena. Obtéká Momský hřbet a pokračuje rovinatou nížinou. Protéká Abyjskou nížinou, kde je velmi členitá, a Jano-Indigirskou nížinou, kde vytváří přímé dlouhé úseky velmi pomalu tekoucí vody o šířce 350 až 500 m. Ve vzdálenosti 130 km od ústí do Východosibiřského moře se rozděluje na ramena, jež vytvářejí deltu o rozloze 5500 km². Hlavní ramena jsou Russkoje usťje, největší Střední a Kolymské.
Od moře je ústí řeky odděleno mělčinou. Pro snadnější plavbu lodí byl v ústí řeky v roce 1975 postaven 7 km dlouhý kanál. Východně od ústí 13 km daleko u pobřeží v Kolymském zálivu a jižně od kanálu Konečnaja se nachází Kolesovský ostrov.

### Přítoky
- horní tok
  - zleva – Kujdusun, Kjuente, Elgi
  - zprava – Něra
- dolní tok
  - zleva – Selenijach, Ujandina
  - zprava – Moma, Baďaricha, Arga, Rozsocha, Allaicha, Bjorjoljoch, Ožogin

## Vodní režim

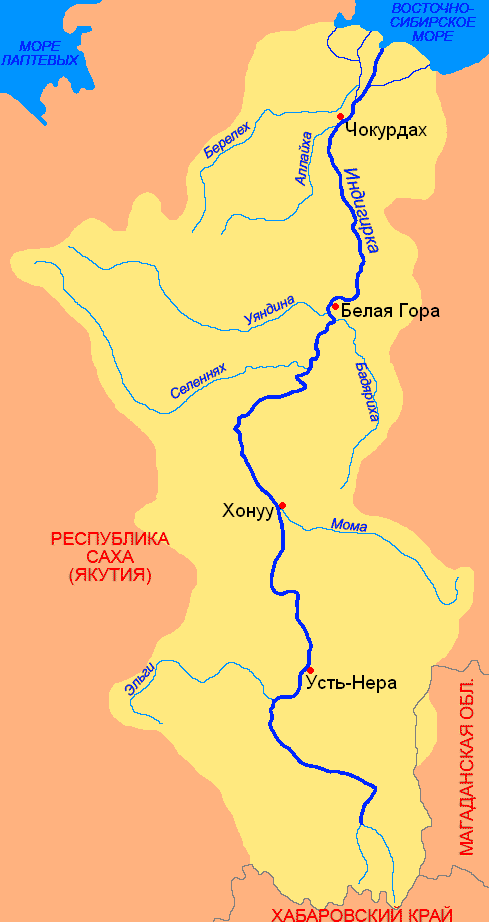
Povodí řeky Indigirka

Zdrojem vody jsou dešťové srážky a také tající voda ze sněhu, ledovců a náledí. Nejvyšších vodních stavů dosahuje v teplých ročních obdobích, přičemž připadá na jaro 32 %, na léto 52 %, na podzim přibližně 16 % a na zimu méně než 1 % celkového ročního odtoku.
Průměrný roční průtok vody u Usť-Něry činí 428 m³/s, maximální průtok dosahuje 10 600 m³/s a u Voroncova činí průměrný 1570 m³/s a maximální 11 500 m³/s. Rozsah kolísání hladiny dosahuje 7,5 až 11,2 m, přičemž nejvyšší úrovně dosahuje během června a na začátku července. Roční průtok v ústí činí 58,3 km³. Ročně unáší 13,7 Mt pevných usazenin.
Zamrzá v říjnu a rozmrzá na konci května až na začátku června. Místy promrzá až do dna (Krest-Major, Čokurdach). Povodí řeky se rozkládá v oblasti dlouhodobě zmrzlých horských půd, s čímž souvisí vznik obrovských náledí.

## Využití
Řeka je bohatá na ryby, převážně síhy (malý, nosatý, muksun, nelma, omul, maréna), přičemž v ústí řeky je rozvinuté průmyslové zpracování. Vodní doprava je možná v délce 1 086 km od soutoku s Momou. Na řece leží přístavy Usť-Něra, Chonuu, Družina, Čokurdach, Tabor. V povodí řeky se nachází vesnice Ojmjakon známá jako nejchladnější obydlené místo.
Oblast byla objevena ruskými kozáky v polovině 17. století. V padesátých letech 20. století zde byla objevena významná ložiska zlata, které bylo těženo vězni z táborů Gulag.